# Rebollo
Rebollo er en by og kommune i det centrale Spanien i provinsen Segovia. Den har et indbyggertal på 74 (2024) indbyggere.